# ریو برانکو، اروگوئه
ریو برانکو، اروگوئه (به اسپانیایی: Río Branco) شهری در کشور اروگوئه، استان سرو لارگو است که جمعیت آن در سرشماری سال ۲۰۰۴ میلادی ۱۳٬۴۵۶ نفر بوده‌است.